# جائزة موناكو الكبرى 1950
جائزة موناكو الكبرى 1950 هو سباق فورمولا 1 أقيم بتاريخ 21 مايو 1950 في حلبة موناكو. كان الثاني من أصل 7 في بطولة العالم لسباقات الفورمولا واحد موسم 1950. حلّ الأرجنتيني خوان مانويل فانجيو أولا بينما جاء الإيطالي البرتو اسكاري في المركز الثاني وحصل على المركز الثالث الموناكي لويس تشيرون.